# 尼崎市立名和小学校
尼崎市立名和小学校（あまがさきしりつ めいわしょうがっこう）は、兵庫県尼崎市名神町にある公立小学校。

## 沿革
- 1956年（昭和31年）[1]
  - 4月1日 - 尼崎市立名和小学校の開校。（尼崎市立立花小学校より分離）
  - 6月23日 - 開校式の挙行。この日が創立記念日になる。
- 1957年（昭和32年）6月9日 - 校章制定。
- 1959年（昭和34年）9月21日 - 校歌詩ができる。（1960年2月13日に校歌作曲。作詞：阪本勝、作曲：菅野圀太郎）
- 1962年（昭和37年）7月28日 - プール完成。
- 1995年（平成5年）1月17日 - 兵庫県南部地震が発生し、校舎などが被災する。
- 2006年（平成18年）4月1日 - 計算科の設置。

## 通学区域
- 久々知3丁目27番1号・34～67号、潮江4丁目4番・5丁目6～9番、久々知西町1-2丁目、名神町1丁目2番・5～8番・15～18番・2-3丁目、南塚口町4丁目5番・5丁目1～11番・12番1～17号・29号・30号・5丁目12番18～28号・13～17番・6丁目10番、東塚口町2丁目4番27～57号、尾浜町1丁目2～6番・9～12番・15～28番・32～34番・2丁目・3丁目[2]

## 進学先中学校
- 尼崎市立大成中学校[2]

## 通学区域が隣接している学校
- 尼崎市立潮小学校
- 尼崎市立下坂部小学校
- 尼崎市立上坂部小学校
- 尼崎市立立花小学校
- 尼崎市立立花南小学校
- 尼崎市立難波の梅小学校
- 尼崎市立金楽寺小学校